# Доктор Хто (спецвипуски, 2022)
Спеціальні випуски британського науково-фантастичного телесеріалу «Доктор Хто» 2022 року — це три додаткові епізоди, які йдуть за тринадцятим сезоном шоу та вперше були оголошені в липні 2021 року. Перший випуск вийшов у ефір 1 січня 2022 року, а додаткові випуски вийдуть пізніше того ж року. Вони стануть останніми епізодами з Джоді Віттакер як Тринадцятою Доктором і Крісом Чібноллом як шоуранером. У спецепізодах також знімаються Мендіп Ґілл та Джон Бішоп у ролі супутників Доктора, Ясмін Кхан та Дена Льюїса відповідно.
Режисерами трьох випусків стали Аннетта Лауфер, Хаолу Ван та Джеймі Магнус Стоун. Чібнолл написав сценарії до усіх трьох епізодів, один з них — у співавторстві з Еллою Роуд, новачком програми. Перші два спецвипуски були зняті разом із тринадцятим сезоном і були завершені до серпня 2021 року, а зйомки випуску на честь століття BBC були завершені в жовтні того ж року.

## Епізоди
| Номер взагалі | Номер у сезоні | Назва                                                      | Режисер             | Сценарист                | Перший ефір    | Глядачі у Великій Британії (у мільйонах) | AI             |
| ------------- | -------------- | ---------------------------------------------------------- | ------------------- | ------------------------ | -------------- | ---------------------------------------- | -------------- |
| 298           | 1              | «Напередодні далеків» «Eve of the Daleks»                  | Аннетта Лауфер      | Кріс Чібнолл             | 1 січня 2022   | 4.30                                     | 77             |
| 299           | 2              | «Легенда про морських дияволів» «Legend of the Sea Devils» | Хаолу Ван           | Кріс Чібнолл і Елла Роуд | 17 квітня 2022 | 3.47                                     | 76             |
| 300           | 3              | «Сила Доктора» «The Power of the Doctor»                   | Джеймі Магнус Стоун | Кріс Чібнолл             | жовтень 2022   | Буде визначено                           | Буде оголошено |

## Кастинг
Джоді Віттакер повертається як Тринадцятий Доктор у трьох епізодах. Останній з них стане також і останнім епізодом для Віттакер . Мендіп Ґілл і Джон Бішоп також повертаються в ролі Ясмін Кхан і Дена Льюїса відповідно . Бредлі Волш, який залишив серіал після подій серії «Революція далеків» (2021), повторює роль Грема О'Браяна у фінальному епізоді. Ейслінг Бі та Аджані Салмон — запрошені зірки в новорічному випуску, де також фігурує Полін Маклінн. У другому спецвипуску з'являться Крістал Ю у ролі королеви піратів мадам Чінг, а також Артур Лі та Марлоу Чан-Рівз.

## Виробництво

### Розробка
29 липня 2021 року BBC оголосила, що Джоді Віттакер і Кріс Чібнолл, який одночасно був виконавчим продюсером і шоуранером серіалу, залишать серіал після виходу спеціальних епізодів у 2022 році. Чібнолл заявив, що їхній відхід був частиною «угоди про три сезони та розрив», яку він уклав з Віттакер ще до одинадцятого сезону. Перші два епізоди були зняті разом із вісьмома епізодами, замовленими для тринадцятого сезону, і мали вийти ще в 2022 році. Пізніше було замовлено третій повнометражний випуск, який приурочений до сторіччя BBC і стане епізодом регенерації Віттакер. BBC описує фінальний епізод як «епічний блокбастер». Виконавчий продюсер Метт Стрівенс, який приєднався до серіалу разом із Чібноллом, також збирається залишити шоу після завершення виробництва. Пізніше Чібнолл заявив, що постпродукція останнього спецвипуску триватиме до 2022 року під робочою назвою «Столітній випуск».

### Написання сценарію
Чібнолл продовжує працювати в якості головного сценариста новорічного спеціального епізоду, в якому Далеки представлені у вільній трилогії, яка пов’язує їх появу в минулих новорічних випусках «Рішення» (2019) та Революція далеків» (2021). Чібнолл також написав наступні спеціальні випуски, причому другий — у співавторстві з Еллою Роуд.  Другий спешл показує морських дияволів вперше після серії «Воїни глибин» (1984).

### Зйомки
Перші два епізоди були зняті в тому ж виробничому циклі, що й тринадцятий сезон. Аннетта Лауфер зняла перший випуск, а Хаолу Ван — другий . Зйомки цих спешлів завершилися в серпні 2021 року . Спеціальний фільм до сторіччя BBC знімав режисер Джеймі Магнус Стоун, зйомки тривали з вересня по 13 жовтня 2021 року .
Виробничі блоки були розташовані таким чином:   
| Блок | Епізод(и)                       | Режисер             | Сценарист(и)             | Продюсер          |
| ---- | ------------------------------- | ------------------- | ------------------------ | ----------------- |
| 1    | «Напередодні далеків»           | Аннетта Лауфер      | Кріс Чібнолл             | Шина Бактовонсінг |
| 2    | «Легенда про морських дияволів» | Хаолу Ван           | Кріс Чібнолл і Елла Роуд | Ніккі Вілсон      |
| 3    | Спеціальний 3                   | Джеймі Магнус Стоун | Кріс Чібнелл             | TBA               |

## Реліз

### Просування
Деталі новорічного випуску «Напередодні далеків» були розкриті після завершення «Підкорювачів», фіналу тринадцятого сезону. Деталі «Легенди про морських дияволів» також були оприлюднені після завершення «Напередодні далеків». 

### Трансляція
Перший із трьох випусків вийшов у ефір 1 січня 2022 року в традиційний новорічний часовий слот серіалу. Очікується, що другий спеціальний випуск вийде на початку 2022 року, а третій і останній епізод вийде наприкінці 2022 року в рамках святкування сторіччя ВВС .

## Оцінки та відгуки

### Відгуки критиків
На агрегаторі рецензій Rotten Tomatoes, 90% з 10 критиків дали позитивну рецензію «Напередодні далеків» із середньою оцінкою 7,60 з 10 .